# Джинджър Бейкър
Джинджър Бейкър (на английски: Peter Edward „Ginger“ Baker, Питър Едуард „Джинджър“ Бейкър) е английски барабанист. Роден е на 19 август 1939 г. в лондонския картал Люишъм. Той е барабанист на английската рок група „Крийм“. Сочен е за най-добрия барабанист за своето време (периода от 1966 – 1968 г.), а според някои критици е смятан за най-добрия в историята на рок музиката. Уникален е с бързината си. За него се разказват легенди от рок музиканти, че можел да задържи монета на стената, като я удря само с едната от палките за барабани.